# NGC 7031
NGC 7031 est un amas ouvert situé dans la constellation du Cygne. Il a été découvert par l'astronome germano-britannique William Herschel en 1788.
Selon la classification des amas ouverts de Robert Trumpler, cet amas renferme moins de 50 (lettre m), dont la concentration est faible (IV) et dont les magnitudes se répartissent sur un petit intervalle (le chiffre 1),. Le site Lynga considère que cet amas est renferme entre 50 et 100 étoiles (lettre m)  dont la concentration est moyennement faible (III) et dont les magnitudes se répartissent sur un intervalle moyen (le chiffre 2). Lynda indique également que l'amas compte 50 étoiles.

## Observation
Avec une magnitude visuelle de 9,1, l'amas n'est pas visible à l'œil nu, mais on peut l'observer avec des jumelles dont l'ouverture est de 60 à 70 mm ou encore avec un petit télescope.

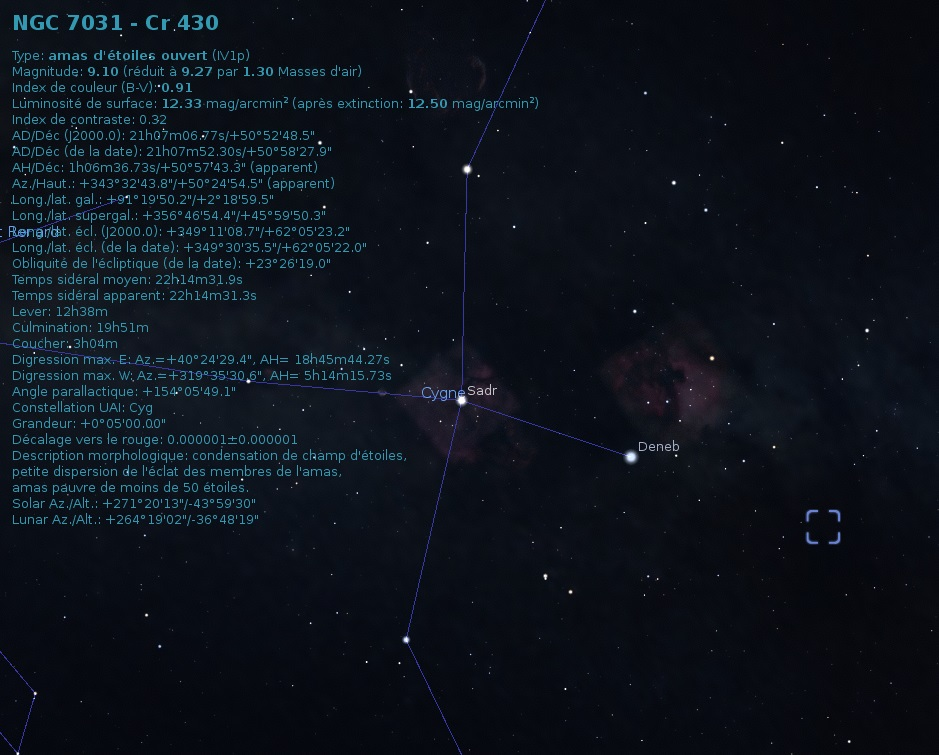
Emplacement de NGC 7031 dans la constellation de Cygne (Stellarium).

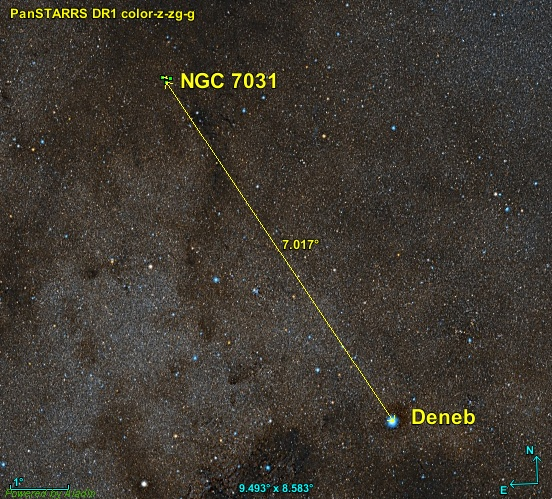
Position de NGC 7031 par rapport à Deneb.

NGC 7031 est situé à environ 7 degrés au nord-est de Deneb.

## Caractéristiques

### Distance et vitesse
La base de données Simbad indique trois valeurs de la distance. La plus récente (1 443 pc) est basée sur les mesures de la parallaxe réalisées par le satellite Gaia et par les grands télescopes basées au sol . L'article de Yontan et al. aussi basé sur les mesures de Gaia indique une distance de 1 404 ± 81 pc (∼4 580 al).
La taille apparente de l'amas varie de 3,9' à 15 minutes d'arc selon les sources consultées, ce qui, compte tenu de la distance égale à 1 404 ± 81 pc et grâce à un calcul simple, équivaut à une taille réelle comprise entre 5 et 21 années-lumière.
Trois vitesses sont aussi indiquées sur la base de données Simbad et elles sont très différentes : −1,77 ± 2,34 km/s, 0,20 ± 0,2 km/s et −4,16 ± 0,2 km/s.

### Âge
Webda et Lynga indiquent un âge de 137 millions d'années (log10=8,138). Mais un article récent 2019 basé sur les mesures du satellite Gaia (Gaia Data Release 2 (DR2)) indique un âge beaucoup plus jeune, soit 65 ± 5 Ma.

### Étoiles

#### Les membres de l'amas
Selon l'article publié par Yontan et al. NGC 7031 renferme 209 membres, ce qui est largement supérieur aux estimations des autres sources. La masse de ces étoiles varie de 0,7 {\displaystyle M_{\odot }} à 5,6 {\displaystyle M_{\odot }}.
Simbad montre aussi un bouton nommé Children. En cliquant sur ce bouton, on atteint une section de cette base de données qui renferme un tableau contenant 260 entrées pour NGC 7031. Cependant, des étoiles (les Children) peuvent apparaître plusieurs fois dans la deuxième colonne du tableau, d'où le nombre de liens bibliographiques qui est supérieure au nombre d'étoiles. La quatrième colonne de ce tableau indique la probabilité que l'étoile appartienne à l'amas. En cliquant sur le titre de cette colonne, on peut classer la probabilité par ordre croissant ou décroissant. En cliquant sur la désignation de l'étoile, on atteint la page de Simbad qui résume ses propriétés.